# Mortinatalité
La mortinatalité est l'expulsion d'un fœtus mort après 22 semaines de gestation. Lorsque le fœtus est mort ou expulsé avant 22 semaines de gestation, il ne s'agit pas d'une mortinaissance, mais d'un avortement ou d'une fausse couche au sens épidémiologique et non pas médical.
Le calcul du taux de mortinatalité se fait en comptant le nombre de mortinaissances enregistrées durant une période donnée (en général l’année civile) pour mille naissances vivantes et mortinaissances enregistrées durant la même période.

## Définition
Dans la littérature épidémiologique, de nombreuses définitions différentes sont utilisées pour définir une mortinaissance. Traditionnellement, et selon les recommandations reprises dans la CIM10 de l'Organisation mondiale de la santé, une mortinaissance est une naissance d'un fœtus mort de plus de 500 grammes ou si le poids est inconnu de plus de 22 semaines de gestation. Le rapport Euro-Peristat 2010 considère d'abord les naissances de plus de 22 semaines de gestation et si cette donnée est manquante un poids de 500 grammes. Aux États-Unis, bien que les pratiques diffèrent d'un État à l'autre, le National Vital Statistics System, organe fédéral chargé de la surveillance des décès, inclut les mortinaissances dès 20 semaines de gestation. Selon les pays, les interruptions de la grossesse pour raison médicale peuvent être incluses ou pas dans les données. La définition adoptée varie en fonction des objectifs et des capacités administratives et techniques des institutions chargées de la surveillance.

## Causes
Elle n'est pas déterminée dans un peu moins d'un quart des cas. Les principales causes, par ordre décroissant, sont les causes obstétricales, les anomalies du placenta, les malformations fœtales et les infections.

## Enregistrement à l'état civil
En France, selon l’article 79-1 du Code civil, lorsqu’un enfant est décédé avant que sa naissance soit déclarée à l'état civil, l'officier de l’état civil établit un acte de naissance et un acte de décès sur production d’un certificat médical attestant que l’enfant est né vivant et viable, et précisant les jours et heures de sa naissance et de son décès. Si l'enfant est né vivant mais non viable ou lorsque l'enfant est mort-né après un terme de 22 semaines d'aménorrhée ou ayant un poids de 500 g, l'officier de l'état civil établit un acte d'enfant sans vie. Depuis un arrêt de la Cour de cassation en 2008, il n'existe théoriquement plus de seuil de poids ou de durée de la grossesse s'opposant à la déclaration d'un enfant sans vie, ce qui permet aux parents d'inscrire l'enfant sur leur livret d'état-civil, et d'organiser des funérailles. Les fœtus issus de fausses-couches précoces, ou d'IVG ne sont toutefois pas concernés,.
En Belgique, l’Arrêté royal du 17 juin 1999 définit la mortinaissance comme « toute mort fœtale dont le poids de naissance est égal ou supérieur à 500 grammes ou, si le poids de naissance n’est pas connu, ayant l’âge gestationnel correspondant (22 semaines) ou la taille correspondante (25 centimètres du vortex au talon) ». Une circulaire du Ministère de la justice du 10 juin 1999 relative à l’acte de déclaration d’un enfant sans vie précise que l’acte de déclaration d’un enfant sans vie n’est dressé que si la naissance a eu lieu plus de six mois après la conception. Une circulaire du Ministère des affaires sociales, de la santé publique et de l’environnement du 27 mars 2000 précise que l’allocation de naissance peut être accordée pour un enfant mort-né pour autant que la durée de grossesse soit au minimum de 180 jours. L'inhumation des fœtus mort-nés est une compétence régionale et selon les régions elle est possible dès 12 ou 15 semaines de gestation. 

## Comparaison intra-européenne
En 2024, le taux de mortinatalité en France est parmi les plus élevés d’Europe (3,8 ‰ pour la période allant de 2015 à 2020) et l’un des seuls à ne pas avoir connu d’amélioration depuis 2000,,. Il est même en augmentation depuis 2020.